# Parker School
Parker School è un census-designated place (CDP) degli Stati Uniti d'America, situato nello stato del Montana, diviso tra la contea di Hill e la contea di Chouteau.